# Endasys pinidiprionis
Endasys pinidiprionis là một loài tò vò trong họ Ichneumonidae.